# Herb gminy Solec-Zdrój
Herb gminy Solec-Zdrój – jeden z symboli gminy Solec-Zdrój, ustanowiony 28 marca 2018.

## Wygląd i symbolika
Herb przedstawia na tarczy w polu błękitnym od podstawy godło herbu Jastrzębiec rodziny Zborowskich, czyli złota podkowa zwrócona barkiem do podstawy tarczy, z takimż krzyżem kawalerskim w jej środku. Od głowicy tarczy srebrny zdrój (fontanna) z czterema strumieniami wody, po dwa z każdej strony.